# Palazzo Jatta
Il palazzo Jatta è un edificio di Ruvo di Puglia, nella città metropolitana di Bari. Il palazzo è ubicato in piazza Giovanni Bovio e si erge nella Ruvo ottocentesca a pochi passi dalla chiesa tardo barocca di San Domenico.

## Storia
Intorno al 1840 fu commissionato all'architetto Luigi Castellucci da Giulia Viesti una residenza, da costruire al di fuori della mura della città, con alcune stanze da adibire a museo. La nuova dimora degli Jatta, fu costruita in una zona detta "Palmenti del Purgatorio", ovvero un'ampia superficie appartenuta all'omonima confraternita.

## Descrizione
L'edificio presenta caratteristiche neoclassiche che conferiscono slancio e serenità alla costruzione. Fondamentale è stato lo studio delle proporzioni che consentono la linearità dell'effetto prospettico. L'equilibrio d'insieme è garantito anche dalle ampie arcate dalle quali penetra abbondantemente la luce. Al piano terra troviamo delle piccole botteghe con finestre protette da ferro battuto per via della duplice funzione di casa-museo. Sul primo piano sono presenti sale, varie stanze da letto e una cappella. Il palazzo è decorato da busti marmorei del Settecento e da vetrate in alabastro. La facciata principale è estesa per 66 metri e ne è centrale il grande portale di ingresso inserito tra due colonne di ordine toscano con capitelli ionici. Caratteristico della facciata è anche il cornicione attico mentre le finestre sono quattordici e disposte simmetricamente. Il palazzo è dotato anche di un giardino all'italiana di cui gli assoluti protagonisti sono i cipressi e le palme. Sono presenti anche elementi di decoro quali una fontana con vasca, una casina da te, un busto marmoreo, un'erma bifronte e una torre cilindrica che permette di accedere alla copertura.